# Julien Simon
Pour les articles homonymes, voir Simon.
Ne doit pas être confondu avec Julien Simon-Chautemps.
Julien Simon, né le 4 octobre 1985 à Montfort-sur-Meu (Ille-et-Vilaine), est un coureur cycliste français.
Passé professionnel en 2008 au sein de l'équipe Crédit agricole, Julien Simon obtient sa première victoire en 2011 alors qu'il figure dans l'effectif de Saur-Sojasun. Sa saison la plus prolifique a lieu en 2012 où il remporte cinq victoires dont deux étapes du Tour de Catalogne, une course qui fait partie de la plus haute catégorie des courses cyclistes, l'UCI World Tour. Deux ans plus tard, alors qu'il est membre de l'équipe Cofidis, sa régularité dans les courses d'un jour françaises lui permet de remporter la Coupe de France. Au sein de cette équipe, il remporte également quatre autres victoires et obtient aussi une place de vice-champion de France sur route en 2019.
Coureur classé comme puncheur mais reconnu aussi pour son travail d'équipier, Julien Simon est à l'aise sur les courses vallonnées, tout particulièrement celles se déroulant dans sa région natale de Bretagne. Il s'impose ainsi à trois reprises sur le Grand Prix du Morbihan et sur le Tour du Finistère pour un cumul de douze podiums sur ces deux épreuves.

## Repères biographiques et catégories de jeunes
Julien Simon naît le 4 octobre 1985 à Montfort-sur-Meu en Ille-et-Vilaine et vit à Lamballe dans le département voisin des Côtes-d'Armor,. Son père est pratiquant régulier de cyclisme. Il a deux enfants.
Simon commence ce sport en catégorie minimes au VC Plélan-le-Grand. Après un bref passage en football, il reprend le cyclisme au niveau cadet dans ce club. Simon organise alors ses entraînements avec l'aide de l'ancien coureur professionnel Xavier Jan. Il rejoint en 2003 l'équipe amateur Super Sport 35-ACNC et a comme directeur sportif l'ancien professionnel Stéphane Heulot. Selon son coéquipier Jean-Marc Bideau, Julien Simon prend conscience de ses capacités à être performant sur des arrivées vallonnées lors du Tour de Bretagne 2006. Bideau constate de son côté des aptitudes en matière de récupération lors de cette épreuve. Au sein de sa structure, Simon remporte en 2007 le Circuit du Mené, le championnat d'Ille-et-Vilaine, le Tour de Dordogne, le Tour de Rhuys ainsi que le Grand Prix de Plouay amateurs,. Simon intègre également durant cette saison l'équipe de France espoirs et dispute avec elle les championnats du monde sur route. Lors de cette course, il tente une échappée dans le dernier tour mais se fait reprendre par le peloton et termine ces championnats à la 59e place. Stéphane Heulot essaie alors de le faire passer professionnel l'année suivante,.

## Carrière professionnelle

### Du Crédit agricole à Sojasun (2008-2013)

#### Des places d'honneur (2008-2010) à la première victoire (2011)
Julien Simon devient professionnel en 2008 au sein de l'équipe Crédit agricole, une équipe proche de la structure d'Heulot,. Dans cette équipe, Simon rejoint Pierre Rolland qu'il a connu dans l'équipe Super Sport 35-AC. Le contrat de Simon couvre la saison 2008 mais aussi celle de 2009. Fin janvier, sa première course en professionnel est le Tour du Qatar. En mars, Simon est victime d'une salmonellose. À son retour en compétition, Simon se consacre ensuite principalement à des courses de Coupe de France sans obtenir de résultat significatif, sa meilleure performance étant une neuvième place au Tour du Doubs. L'équipe du Crédit agricole s'arrête en fin de saison, Simon rejoint alors Stéphane Heulot qui vient de créer une nouvelle formation professionnelle, l'équipe Besson Chaussures-Sojasun, émanation du Super Sport 35-ACNC.

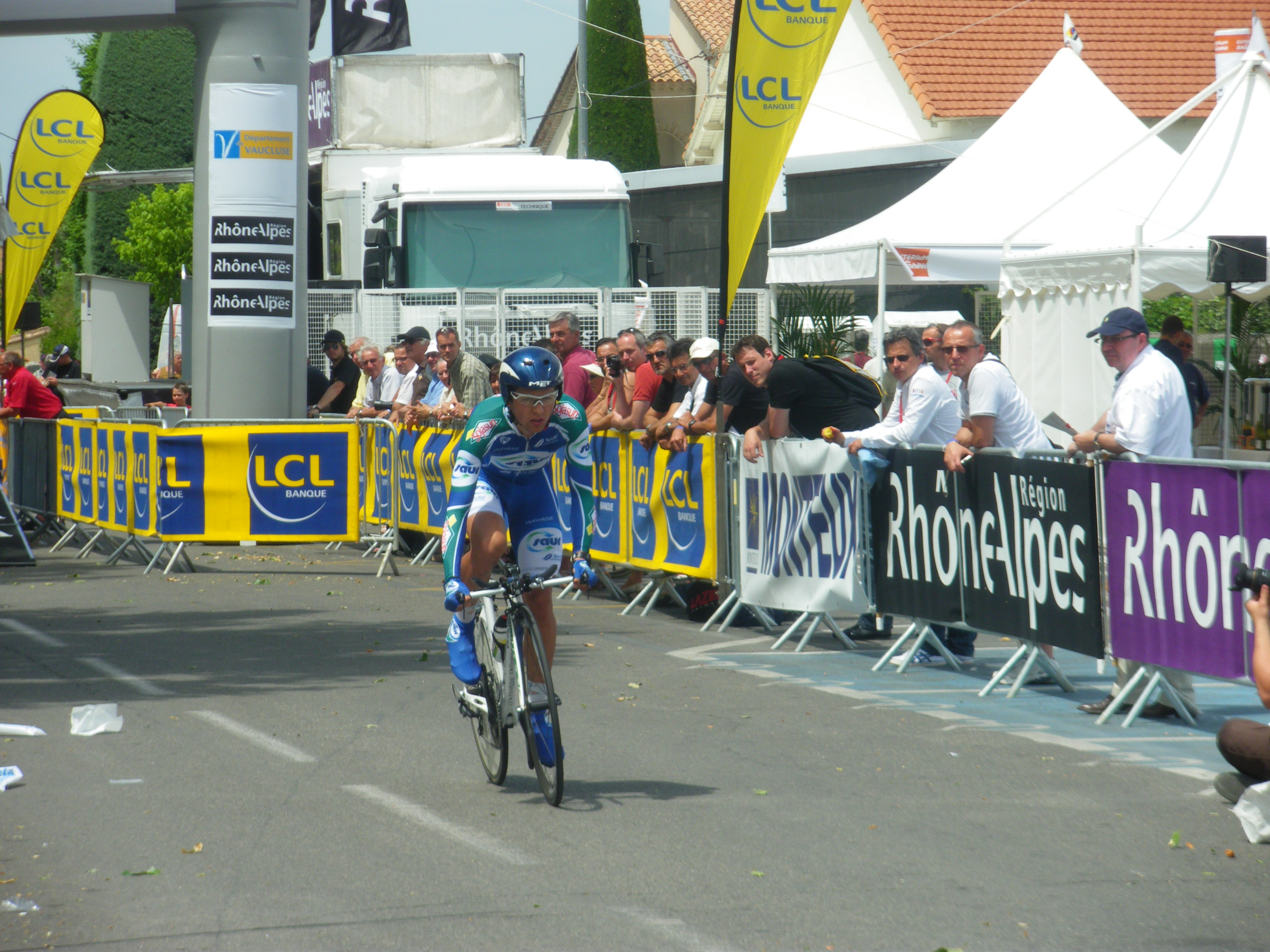
Julien Simon en 2010.

Au sein de sa nouvelle équipe, Simon obtient des places dans les dix premiers sur plusieurs courses françaises. Il commence par une septième place sur le Tour du Haut-Var. Il est ensuite cinquième du Circuit de la Sarthe, septième de Paris-Camembert et dixième du Tour du Finistère. Neuvième ensuite du championnat de France sur route, il est en fin de saison deuxième du Tour du Gévaudan. L'année suivante, Besson Chaussures-Sojasun devient Saur-Sojasun et obtient une licence d'équipe continentale professionnelle, ce qui lui permet d'être invité à des compétitions du Calendrier mondial UCI. Simon, cinquième des Boucles du Sud Ardèche en février, obtient en avril la cinquième place de la Route Adélie puis la troisième place du Circuit de la Sarthe. Victime d'une fracture d'une clavicule en mai, il est à la fin de juillet quatrième du Tour de Wallonie. Au Tour du Portugal, il croit un moment avoir remporté sa première victoire professionnelle au sprint lors de la dernière étape mais il est déclassé pour sprint irrégulier et la victoire d'étape revient à Cândido Barbosa,. Sa dernière place d'honneur de l'année est une quatrième place sur le Grand Prix de Wallonie.
Julien Simon est victime d'une entorse à une cheville en février 2011 lors des Boucles du Sud Ardèche. À la suite de son retour à la compétition, il est troisième du Circuit de Lorraine puis cinquième du Grand Prix de Plumelec-Morbihan en mai. Ne participant pas au Tour de France, Simon obtient à la fin du mois de juillet sa première victoire professionnelle en Espagne lors de la Prueba Villafranca de Ordizia. Il devance au sprint dans un petit groupe les Espagnols Daniel Moreno et Pablo Lastras,. Septième ensuite de la Polynormande, il obtient son premier top 10 sur une course de niveau World Tour en prenant la neuvième place du Grand Prix de Plouay. Sa fin de saison est marquée par une deuxième place sur le Grand Prix de Wallonie derrière Philippe Gilbert puis une cinquième sur Paris-Bourges.

#### Deux victoires sur le World Tour (2012)
Pendant l'intersaison, Simon subit une opération à la cheville blessée en février. Revenant à la compétition début 2012, Simon est troisième du Tour du Haut-Var en février. En mars, il obtient sa première victoire sur le World Tour lors du Tour de Catalogne. Au sprint, il remporte la cinquième étape en battant Rigoberto Urán et Sylwester Szmyd,. Deux jours plus tard, il remporte également la dernière étape, une nouvelle fois au sprint, devant les Italiens Francesco Gavazzi et Damiano Cunego. La semaine suivante, Simon est troisième de la Route Adélie de Vitré, devancé au sprint par Roberto Ferrari et Laurent Pichon. Mi-avril, il gagne une manche de la Coupe de France, le Tour du Finistère. Leader de son équipe pour sa première participation aux classiques ardennaises, Simon est dix-neuvième de la Flèche wallonne puis dix-huitième de Liège-Bastogne-Liège. Un mois plus tard, le 26 mai, Simon gagne au sommet de la côte de Cadoudal le Grand Prix de Plumelec-Morbihan au sprint en dominant Samuel Dumoulin. Grâce à cette victoire et sa cinquième place le lendemain aux Boucles de l'Aulne, Simon prend la tête du classement provisoire de la Coupe de France. En juin, Simon est neuvième du championnat de France sur route.
Julien Simon est ensuite sélectionné pour participer au Tour de France, son premier grand tour. Initialement présélectionné par Laurent Jalabert pour la course en ligne des Jeux olympiques de 2012, Simon apprend pendant le Tour de France qu'il ne fait finalement pas partie des quatre Français retenus. Lors de ce Tour de France, Simon est victime d'une chute dès la première étape. Présent dans une échappée reprise par le peloton dans le dernier kilomètre de la cinquième étape, son meilleur résultat est une sixième place lors de la treizième étape. Julien Simon termine ce Tour à la 92e place.
À la suite du Tour de France, Simon abandonne la Polynormande sur chute et perd la tête de la Coupe de France au profit de Dumoulin. Il obtient ensuite trois podiums consécutifs sur des étapes du Tour du Limousin puis il est sixième du Tour du Doubs. Au lendemain de l'annonce de sa non-sélection pour les Championnats du monde, une « grosse déception » reconnaît-il trois ans après, Simon s'impose sur le Grand Prix de Wallonie devant les Belges Greg Van Avermaet et Björn Leukemans. Simon, deuxième du classement final de la Coupe de France, termine la saison au sixième rang du classement de l'Europe Tour.

#### Dernière saison avec Sojasun (2013)

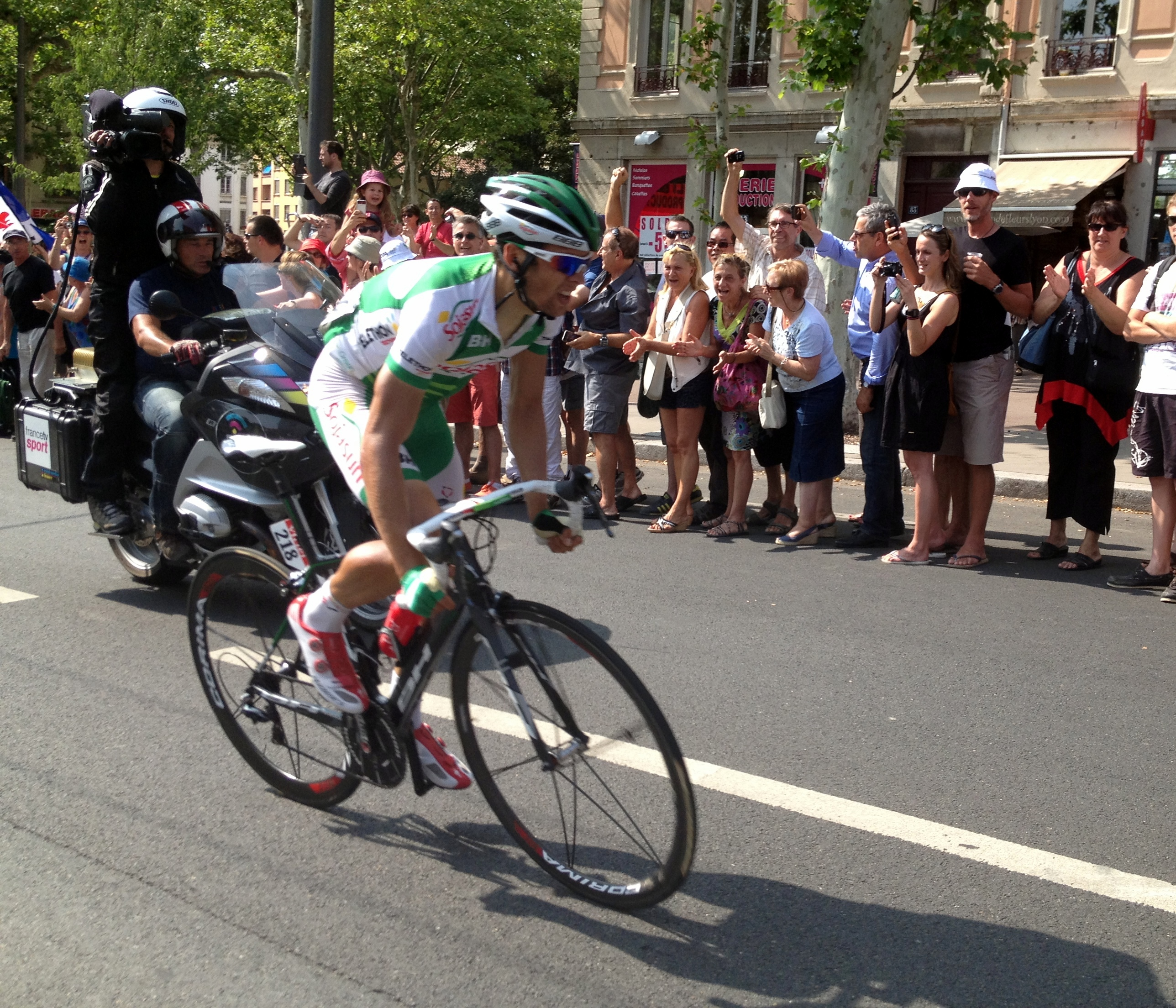
Julien Simon pendant son échappée sur la quatorzième étape du Tour de France.

Julien Simon a comme ambition pour 2013 d'améliorer ses résultats dans les classiques ardennaises ainsi que sur le Tour de France,. Cependant, Sojasun n'est invitée que sur la Flèche wallonne. Lors de sa première course de la saison, le Grand Prix d'ouverture La Marseillaise, Simon arrive avec plus de trois minutes de retard après avoir percuté une moto dans le final de la course. Simon est en février neuvième du Tour du Haut-Var puis huitième de la Classic Sud Ardèche. En mars, il est sixième sur le World Tour d'une étape de Paris-Nice, sixième à trois reprises d'étapes du Tour de Catalogne, et obtient la même place lors de la Route Adélie. Le mois suivant, il est septième de Paris-Camembert avant d'abandonner durant la Flèche wallonne. À la fin du mois de mai, Simon est troisième du Grand Prix de Plumelec-Morbihan, dominé dans le final par Samuel Dumoulin et Anthony Geslin.
Simon vise ensuite les Championnats de France et une victoire d'étape sur le Tour de France. Simon termine vingt-et-unième du Championnat de France sur route. Le coureur, toujours placé à l'arrivée des trois étapes se déroulant sur les routes de Corse, est deuxième du classement général à une seconde de Jan Bakelants, au terme de la troisième étape du Tour de France. Il rétrograde au classement, à l'issue du contre-la-montre par équipes. Il s'échappe ensuite dans la dixième étape qui se déroule dans sa région, la Bretagne, sans toutefois pouvoir résister au peloton. Simon est ensuite à l'avant en compagnie de dix-sept autres coureurs dans la quatorzième étape. Au sommet de l'avant-dernière côte, située dans le quartier de La Duchère, à Lyon, terme de l'étape, Simon part en solitaire. Rattrapé par ses compagnons d'échappée dans les deux derniers kilomètres, il finit néanmoins onzième de cette étape et combatif du jour. Simon termine finalement 87e de ce Tour de France.
Au sortir du Tour de France, Julien Simon obtient en août deux podiums d'étapes du Tour du Limousin. Neuvième du Grand Prix de Fourmies, du Tour du Doubs et du Grand Prix de Wallonie puis dixième du Grand Prix d'Isbergues en septembre, Simon est huitième du Tour de Vendée en octobre.
Au terme d'une saison sans victoire, décevante en comparaison de la précédente, Simon rétrograde en soixante-neuvième position au classement de l'Europe Tour,. À la fin du mois de septembre, Stéphane Heulot, responsable de l'équipe Sojasun, annonce l'arrêt de sa structure en fin de saison faute de nouveau sponsor principal. Le 2 octobre, le transfert de Simon, accompagné de Cyril Lemoine, dans l'équipe Cofidis est annoncé.

### Cofidis (2014-2019)

#### Vainqueur de la Coupe de France (2014)

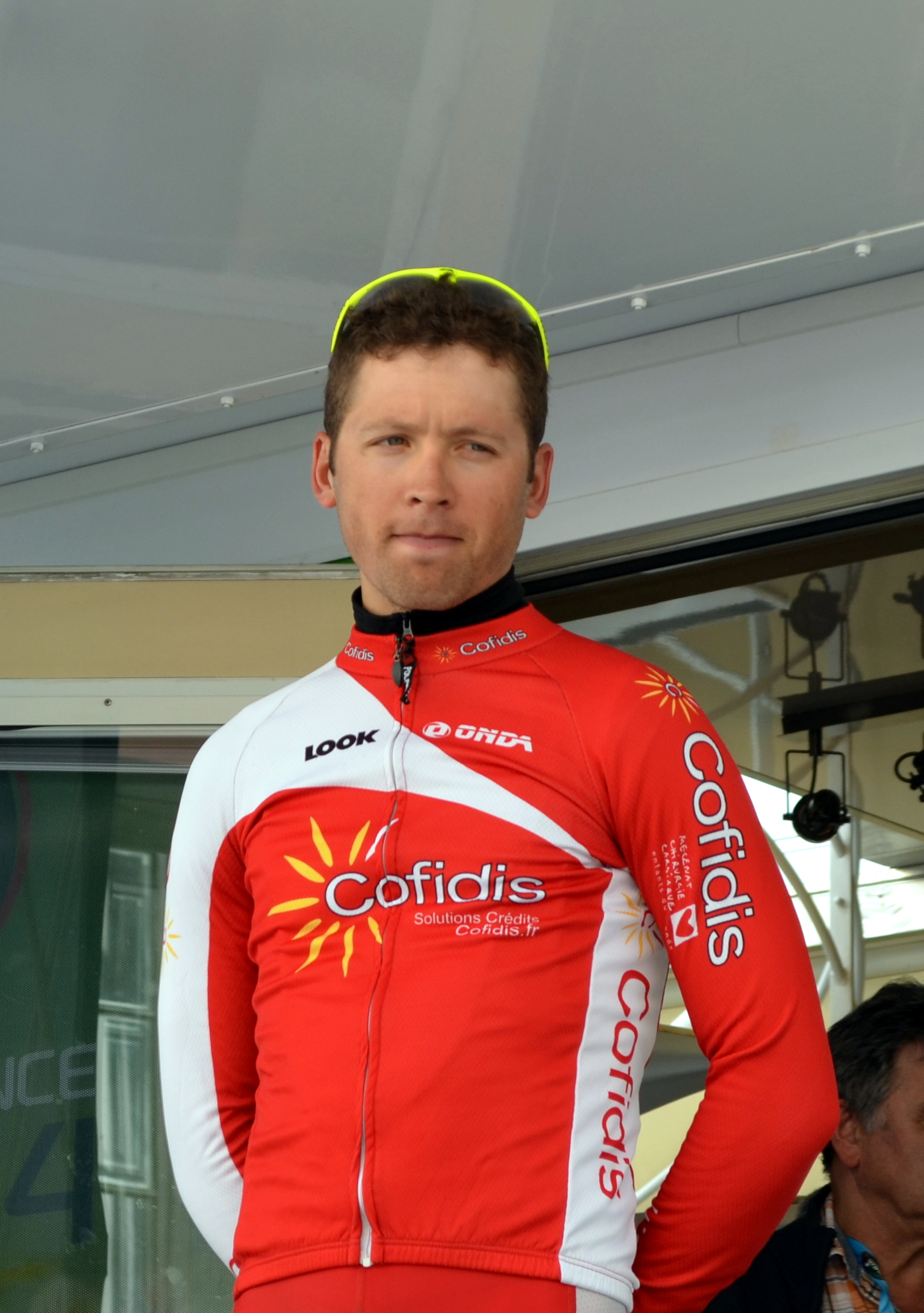
Julien Simon lors du protocole du Tour du Doubs 2014 à l'issue duquel il est leader de la coupe de France de cyclisme sur route.

Julien Simon rejoint l'équipe Cofidis avec un contrat de deux ans. Cette formation, plus axée en 2013 sur les courses à étapes, a avec Simon un coureur capable de mener l'équipe sur les classiques ardennaises,. Après une saison vierge de victoire, Simon ambitionne de retrouver le succès, conformément au souhait de ses dirigeants, et ce dès le début de saison,. Il commence sa saison par le Grand Prix d'ouverture La Marseillaise qu'il termine en sixième position,. En mars, il participe à Paris-Nice, au niveau World Tour. Attendu sur plusieurs étapes, il ne parvient pas à obtenir de résultats en raison d'allergies au pollen,. Simon, régulièrement placé mais pas victorieux, figure dans les dix premiers des trois étapes et est septième du Critérium international. Il est ensuite deuxième de la Route Adélie de Vitré où il est battu au sprint par Bryan Coquard et prend le temps d'une épreuve la tête de la Coupe de France. À l'issue de cette course, Simon fait de cette édition de la Coupe de France un objectif en accord avec son manager Yvon Sanquer. Troisième du Circuit de la Sarthe puis sixième de Paris-Camembert. il est également deuxième du Tour du Finistère. Simon, qui ne cache pas sa déception après ce nouvel accessit, prend cependant la tête de la Coupe de France à Bryan Coquard. Il accentue son avance un mois plus tard grâce à sa victoire au Grand Prix de Plumelec-Morbihan. En juin, après avoir participé au Critérium du Dauphiné, Simon est quatrième du championnat de France sur route que remporte au sprint Arnaud Démare et participe ensuite au Tour de France où il vise une victoire d'étape. Il chute cependant dans le sprint d'arrivée de la première étape. Diminué par des douleurs au poignet gauche, il poursuit ce Tour de France. Il n'obtient qu'à une seule fois une place dans les dix premiers d'une étape et se classe 109e du classement général. Après la Polynormande, Simon participe en août au Tour du Limousin. Il y est battu dans les derniers mètres de la troisième étape par Mauro Finetto, qui gagne ensuite le classement général. En septembre, Simon est dixième de la Brussels Cycling Classic et du Tour du Doubs puis septième du Grand Prix de Wallonie. Il aborde ensuite le Grand Prix d'Isbergues dans l'optique de remporter le classement de la Coupe de France à une manche de la fin. Il s'y classe sixième et atteint cet objectif. Simon conclut sa saison par une neuvième place au Tour de Vendée. En fin de saison, Simon, septième de l'UCI Europe Tour, cite comme satisfaction sa victoire en Coupe de France et en négatif ses résultats dans les classiques ardennaises, où il abandonne lors de Liège-Bastogne-Liège et est 127e de la Flèche wallonne,.

#### Plusieurs places d'honneur, sélection pour les Championnats du monde (2015)

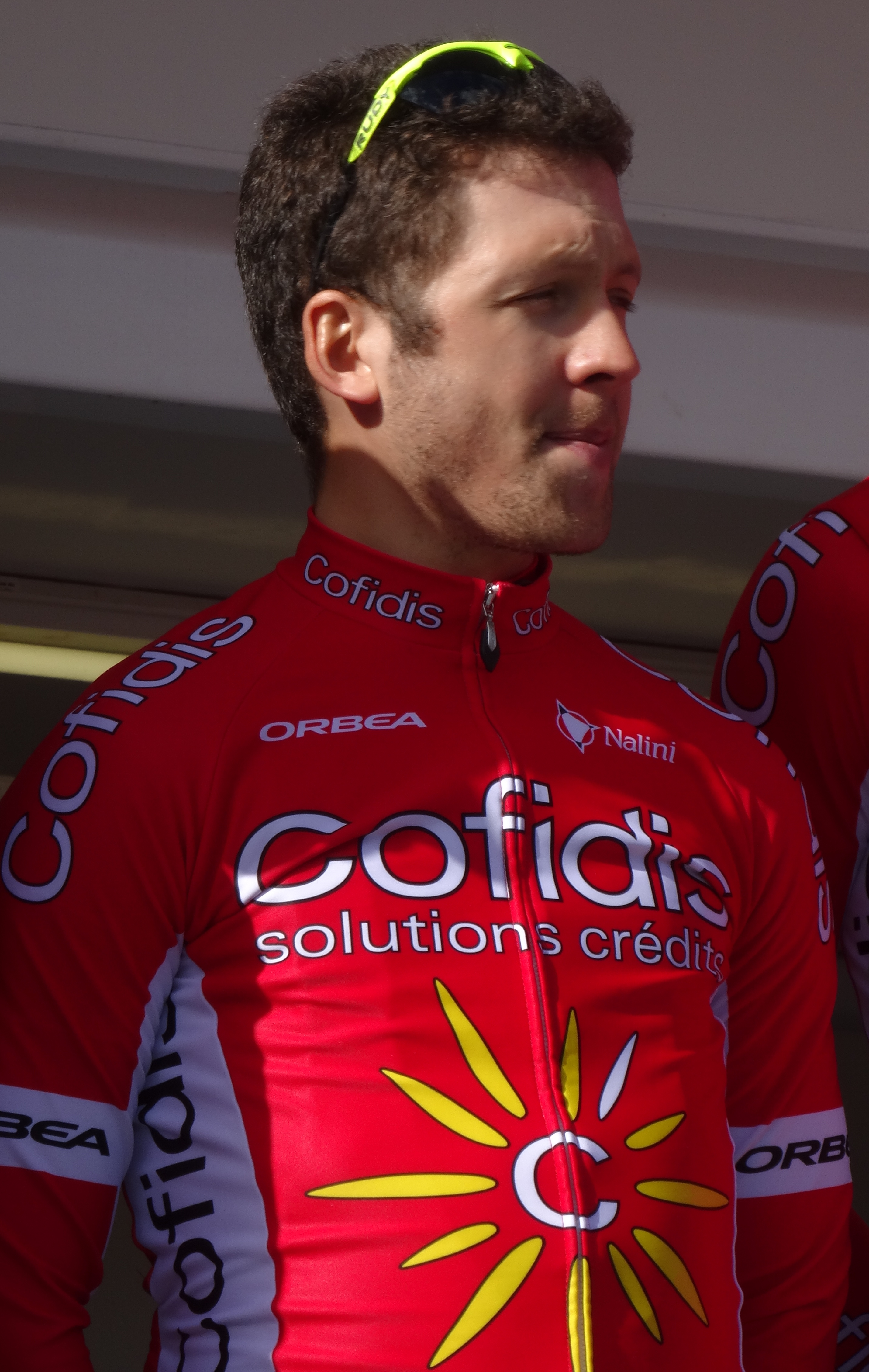
Julien Simon lors de la présentation des coureurs au départ du Samyn.

En 2015, Simon ambitionne de participer davantage et obtenir de meilleurs classements dans les épreuves de niveau UCI World Tour. Il commence sa saison le 29 janvier par le Trofeo Santanyí-Ses Salines-Campos, manche du Challenge de Majorque où il joue le rôle de coéquipier pour Nacer Bouhanni qui termine quatrième au sprint. En raison d'une varicelle, il ne participe pas aux autres manches de cette épreuve ainsi qu'à l'Étoile de Bessèges. Il est également atteint d'une grippe lors de ce début de saison. À la fin du mois de mars, lors du Tour de Catalogne, épreuve World Tour, il obtient deux tops 10 d'étapes. Il fait de même début avril au Tour du Pays basque. Troisième du Tour du Finistère une semaine plus tard, il participe ensuite à deux des classiques ardennaises, se classant 21e de la Flèche wallonne puis 17e de Liège-Bastogne-Liège.
Deuxième à la fin du mois de mai du Grand Prix de Plumelec-Morbihan derrière Alexis Vuillermoz, il participe ensuite au Critérium du Dauphiné où il contribue aux deux victoires au sprint de Nacer Bouhanni. Bouhanni est également le chef de file de Cofidis pour le championnat de France sur route. Bouhanni subit une chute durant le sprint final, Simon termine de son côté neuvième. Il figure dans la sélection pour le Tour de France. Selon son manager Yvon Sanquer, il peut à la fois aider Nacer Bouhanni pour les sprints et Daniel Navarro pour le classement général ainsi que viser certaines étapes favorables aux puncheurs telles que la troisième ou la huitième. Navarro est rapidement distancé au classement général et Bouhanni abandonne sur chute lors de la cinquième étape. Simon est ensuite neuvième de la sixième étape puis figure dans l'échappée qui se dispute la victoire de la onzième étape, la deuxième disputée dans les Pyrénées. Il se classe sixième d'une étape remportée par Rafał Majka.
Pendant que se déroule le Tour de France, le contrat de Simon dans l'équipe Cofidis est prolongé jusqu'en fin d'année 2017. À la lutte pour une place d'honneur lors de la Classique de Saint-Sébastien, il subit une chute à 200 mètres de l'arrivée et termine 25e. Simon est ensuite retenu pour le Tour d'Espagne. Après deux septièmes places d'étapes dans la première semaine de course, Simon fait partie d'une échappée qui joue la victoire dans la treizième étape. Nélson Oliveira arrive à s'en extraire et s'impose en solitaire, Julien Simon remportant de son côté le sprint pour la deuxième place. Simon est ensuite sélectionné pour la course en ligne des championnats du monde de Richmond. Les chefs de file français sont les sprinteurs Nacer Bouhanni et Arnaud Démare ainsi que les puncheurs Julian Alaphilippe et Tony Gallopin. Simon, qui dit être sélectionné grâce à son Tour d'Espagne, déclare appuyer tout particulièrement Bouhanni sur cette course. Subissant une chute, il ne la termine pas. Simon est en octobre quinzième du Tour de Vendée remporté par son coéquipier Christophe Laporte au sprint. Au sein de l'équipe Cofidis, Simon s'entraîne à partir de cette saison sous la direction de Jacques Decrion.

#### Saison perturbée par une fracture d'un coude (2016)
En 2016, Julien Simon prévoit un programme de courses similaire à celui de 2015. Il envisage tout particulièrement un bon résultat sur Liège-Bastogne-Liège ou la Classique de Saint-Sébastien. Il reprend la compétition lors du Tour de la Communauté valencienne en février. Durant ce mois, quatrième du Tour du Haut-Var, Simon est ensuite deuxième au sprint de la Classic Sud Ardèche derrière Petr Vakoč puis quatrième de la Drôme Classic. En avril, attendu sur le Tour du Finistère, il s'y classe quatrième avant d'être quatorzième de la Flèche wallonne et 128e de Liège-Bastogne-Liège,. Simon termine ce mois en étant à la tête de l'équipe Cofidis lors du Tour de Yorkshire. Subissant une chute dès le premier kilomètre de course, il doit abandonner en étant atteint d'une fracture ouverte à un coude devant être traitée par chirurgie,,. Son traumatisme étant plus sérieux qu'initialement prévu en raison d'un arrachement au niveau du muscle triceps brachial, il renonce à une participation au championnat de France et au Tour de France pour reprendre la compétition le 23 juillet lors du Tour de Wallonie. Son meilleur résultat après cette reprise est atteint lors du Tour du Doubs le 11 septembre avec une 20e place pour son dernier jour de course de la saison,. Trois jours après cette course, Simon se fait réopérer au coude. Cette saison est considérée pour lui comme étant une « année noire ».

#### Première victoire depuis trois ans (2017)
Pour 2017, Julien Simon vise une sélection pour le Tour de France ainsi que d'obtenir une victoire sur une épreuve se disputant dans sa région. Il commence sa saison lors du Grand Prix La Marseillaise où il se classe douzième,,. Il remporte en février la deuxième étape du Tour du Haut-Var, sa première victoire depuis mai 2014. Plusieurs coureurs dont Simon étant à égalité à l'issue des deux étapes de la course, le classement général se fait à partir du cumul des places lors de ces étapes et Simon est alors deuxième derrière Arthur Vichot. Simon conclut février par une septième place sur la Classic Sud Ardèche puis le lendemain une douzième place lors de la Drôme Classic. Après avoir pris part à plusieurs courses de niveau World Tour, Simon revient en Bretagne et obtient le 31 mars la troisième place de la Route Adélie, devancé par Laurent Pichon et Cyril Gautier. Il enchaîne avec une deuxième place d'étape et une quatrième place au général du Circuit de la Sarthe, une deuxième place au Tour du Finistère à deux secondes du vainqueur Julien Loubet puis une 18e place sur Liège-Bastogne-Liège. Cinquième du Grand Prix de Plumelec-Morbihan en mai, il est en juin onzième du championnat de France sur route où son chef de file, Nacer Bouhanni, est devancé au sprint par Arnaud Démare.
Simon est sélectionné par l'encadrement de Cofidis pour le Tour de France. Il a un rôle principal d'équipier de Nacer Bouhanni pour les sprints. Il est ensuite présent dans des échappées au cours des douzième et dix-neuvième étapes, sans résultat,. Cofidis ne gagne pas d'étape sur ce Tour de France et Simon se classe 117e à Paris. À l'issue de cette Grande Boucle, l'extension de deux ans de son contrat dans l'équipe Cofidis est annoncée. En août, il obtient plusieurs places d'honneur ainsi que la quatrième place du classement génétal du Tour du Limousin. Après avoir figuré dans une échappée qui se fait reprendre par le peloton dans les derniers kilomètres de la Bretagne Classic, épreuve du World Tour, Simon fait une semaine plus tard son travail d'équipier de Bouhanni dans le final du Grand Prix de Fourmies et contribue à la victoire au sprint de son leader sur la course nordiste. Il est ensuite troisième du Grand Prix de Wallonie.
Simon fait ensuite partie de la sélection française pour la course en ligne des championnats du monde de Bergen. Pour son deuxième championnat du monde, il a un rôle d'équipier auprès du chef de file désigné, Julian Alaphilippe,. Lors de la course, Alaphilippe est un temps seul en tête mais est repris par le peloton dans le dernier kilomètre et termine 10e. De son côté, Simon est gêné par une chute avant la dernière ascension de la course. Il se classe 32e à un peu plus d'une minute du vainqueur Peter Sagan,. Simon termine sa saison par des courses d'un jour italiennes avec pour meilleur résultat une huitième place au Grand Prix Bruno Beghelli.

#### Une victoire de plus (2018)
Julien Simon subit une intervention chirurgicale qualifiée de bénigne en novembre 2017. Des complications surviennent au cours de sa convalescence alors qu'il est en stage de préparation avec son équipe et l'obligent à un arrêt de plusieurs semaines retardant ainsi son retour en compétition. Il reprend l'entraînement à vélo à la fin du mois de janvier et vise alors un retour en forme pour le printemps ainsi que l'obtention d'une sélection pour le Tour de France. Il y cible la 5e étape arrivant à Quimper, dont le final correspond au parcours du Tour du Finistère. De retour à la compétition le 24 mars lors de la Classic Loire-Atlantique, il se signale le lendemain lors de Cholet-Pays de la Loire en lançant le sprint de son coéquipier Hugo Hofstetter qui se classe deuxième derrière Thomas Boudat. Alors qu'il se sent en meilleure condition, il est deuxième du Grand Prix de Plumelec-Morbihan le 26 mai derrière Andrea Pasqualon, ce qui correspond à son 5e podium sur cette épreuve dont deux victoires. Il obtient ensuite une sixième place sur une étape du Critérium du Dauphiné.
Lors du Tour de France, il subit une chute au cours de la deuxième étape qui lui entraîne un hématome au genou droit. Il est ensuite onzième à Quimper de la cinquième étape remportée par Peter Sagan, ce qui est son meilleur classement sur cette Grande Boucle. Simon est 101e du classement général final de ce Tour. Au mois d'août, il se classe cinquième de la Classique de Saint-Sébastien. Des problèmes au dos le gênent lors des courses suivantes. En septembre, Simon figure dans l'échappée qui se dispute la victoire au Tour du Doubs, il s'impose au sprint devant Ignatas Konovalovas et Rein Taaramäe et remporte cette manche de la Coupe de France 2018. Il figure en fin d'année parmi les principaux contributeurs à la victoire de Cofidis au classement par équipes de cette édition de la coupe nationale. Simon termine sa saison par des courses d'un jour, dont certaines sont pour lui des objectifs. Il obtient la septième place de la Coppa Sabatini et termine sa saison par une huitième place lors des Trois vallées varésines.

#### Vice-champion de France sur route (2019)
Pour 2019 qui correspond à sa dernière année de contrat avec Cofidis, Julien Simon a comme objectifs d'aider Nacer Bouhanni et Christophe Laporte dans les sprints ainsi que de profiter de quelques opportunités pouvant se présenter. Il commence sa saison par une 13e place sur le Grand Prix La Marseillaise. En mars, il est 23e de Milan-San Remo. À l'issue de la course et après avoir constaté qu'il a le quatrième temps de montée du Poggio, il regrette son mauvais placement qui l'empêche de figurer parmi le groupe qui se joue la victoire et estime qu'il aurait pu terminer au mieux 6e de ce Monument. En avril, Julien Simon est dixième de la Route Adélie puis est sixième de la quatrième étape du Circuit de la Sarthe mais surtout remporte le Tour du Finistère, une course qu'il pense pourtant initialement abandonner à la mi-course avant de se ressaisir,. En mai, il est huitième du Tour de l'Ain. En juin, il termine dixième des Boucles de la Mayenne et obtient une troisième place sur la quatrième étape de la Route d'Occitanie.

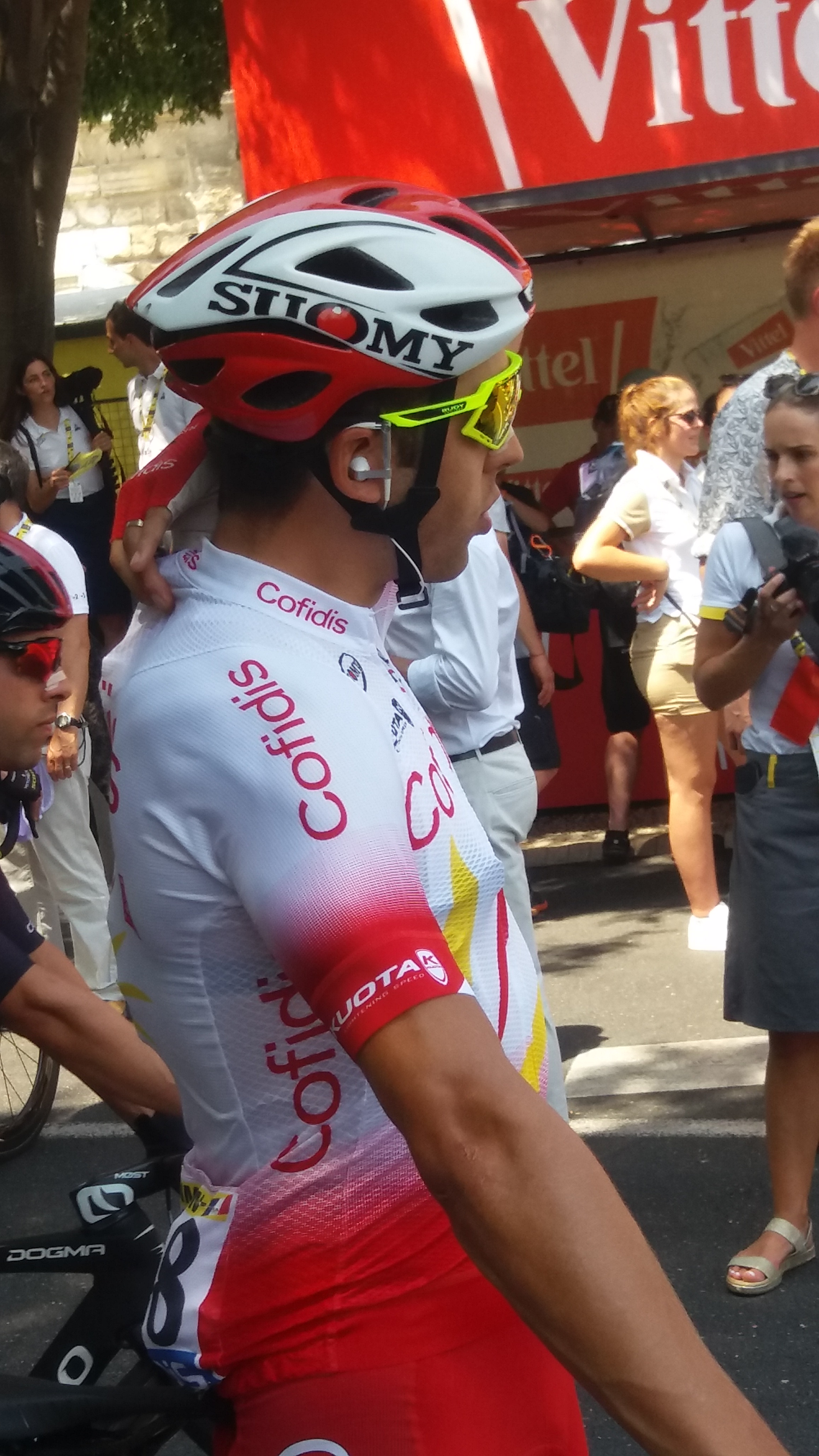
Julien Simon lors du Tour de France 2019.

Lors du championnat de France sur route, Simon figure parmi le petit groupe de sept coureurs qui se disputent la victoire au sprint. Dans ce groupe, six équipes sont représentées, Cofidis l'étant doublement par Simon ainsi que Damien Touzé, ce qui les met en position de force,. Simon est alors celui des 2 Cofidis qui doit disputer le sprint. Cependant, le duo n'est pas bien organisé et lors de ce sprint, Simon est surpris par Warren Barguil, Touzé étant troisième. Simon et Touzé manquent ainsi l'occasion pour leur sponsor de remporter pour la première fois le titre de champion de France sur route depuis la création de l'équipe en 1996. Après cette course, alors que l'engagement des 2 coéquipiers l'un envers l'autre suscite des interrogations, Simon considère être responsable et avoir commis une erreur en ayant « déboîté un tout petit peu trop tôt » par rapport à son coéquipier à qui il aurait « dû faire plus confiance ». De son côté, Touzé évoque une « erreur tactique » des deux coureurs, s'expliquant selon lui par un manque d'automatisme entre eux, les deux coureurs n'étant pas alignés régulièrement ensemble en compétitions.
Après ce championnat de France, Julien Simon pense alors ne pas participer au Tour de France mais il est finalement sélectionné. Simon, qui a un rôle de lanceur pour le sprinteur Christophe Laporte, peut tenter sa chance lors de la cinquième étape où son leader est distancé et se classe sixième. Après l'abandon de Laporte, il est cité par son manager Cédric Vasseur comme potentiel vainqueur d'étape mais n'atteint pas cet objectif. Après ce Tour de France, Simon se classe seizième de la Classique de Saint-Sébastien. Sur le Tour du Limousin-Nouvelle-Aquitaine, il a tout d'abord un rôle d'équipier pour Bouhanni avant d'obtenir la deuxième place de la troisième étape à 4 secondes par Benoît Cosnefroy et de se classer onzième du classement général,,. En fin de saison, Simon est huitième du Tour du Doubs où il défendait son titre ainsi que huitième du Tour de Vendée. Sa saison est qualifiée de solide.

### Total Énergie (2020-)

#### Saison tronquée par la pandémie de Covid-19 (2020)
En août 2019, le transfert de Julien Simon dans l'équipe Total Direct Énergie est annoncé. Voulant « découvrir un nouveau projet », il s'y engage pour deux saisons et retrouve en tant que directeur sportif son entraîneur Lylian Lebreton qu'il connaît depuis sa période amateur . Julien Simon a comme objectif de remporter davantage de victoires et est considéré comme un favori pour le championnat de France sur route qui est alors censé se dérouler à Plumelec. Il commence sa saison en février par le Tour de la Communauté valencienne,. Le 1er mars, il se classe septième de la Drôme Classic. Son abandon sur Paris-Nice. est sa dernière course avant l'interruption de la saison en raison de la pandémie de Covid-19.
Pour sa reprise des compétitions au début du mois d'août, il est victime d'une chute dans l'emballage final de la première étape de la Route d'Occitanie. S'en sortant sans fracture mais avec un hématome à la cuisse droite, il abandonne l'épreuve et doit renoncer à participer à Milan-San Remo. Son retour prévisionnel est alors fixé au Tour du Limousin-Nouvelle-Aquitaine. Cependant, une échographie de contrôle montre une cicatrisation incomplète de sa cuisse, ce qui l'oblige à trois à quatre semaines de convalescence supplémentaire. Il est alors forfait pour le championnat de France relocalisé à Grand-Champ ainsi que le Tour de France. De retour en septembre sur Tirreno-Adriatico, il participe ensuite aux classiques ardennaises puis au Tour d'Espagne, son objectif de fin de saison. Bénéficiant du soutien de son équipe qui roule en tête de peloton lors de la cinquième étape, il s'y classe huitième avant d'être sixième de la dixième étape,. Il termine sa saison par une 65e place au classement général de cette Vuelta.

#### 2021
Julien Simon aborde la saison 2021 avec une préparation hivernale retardée comparativement aux années précédentes. Reprenant la compétition le 11 février lors du Tour de La Provence, il obtient son premier résultat significatif le 28 en finissant quatrième de la Drôme Classic. 29e de Milan-San Remo puis 40e de Liège-Bastogne-Liège, il arrête de courir plusieurs semaines après la classique belge et reprend la compétition le 22 mai lors du Tour du Finistère dont il se classe sixième. Il enchaîne avec une dixième place au Grand Prix du canton d'Argovie.
Sélectionné pour le Tour de France qui démarre dans sa région, la Bretagne, Julien Simon est en difficulté durant l'ensemble d'une course qu'il termine 129e en raison de deux chutes survenues dès la première étape, une autre durant la dixième étape et une bronchite,,,. Au sortir de ce Tour de France, Simon est neuvième de la Classique d'Ordizia. En août, Jean-René Bernaudeau, manager de TotalEnergies, annonce la prolongation du contrat de Simon pour une saison. Quinzième de la Bretagne Classic, son meilleur résultat de fin de saison est une septième place lors du Tour du Doubs.

#### 2022
Le 14 mai, Julien Simon remporte le Grand Prix du Morbihan grâce à une attaque à 300 mètres de l'arrivée. C'est sa cinquième victoire en Bretagne, pour onze succès au total.
En août, son contrat est prolongé d'une saison.

#### 2023
En octobre, TotalEnergies annonce la prolongation du contrat de Simon pour une saison.

## Caractéristiques
Affichant dans les catégories de jeunes un tempérament offensif avec un profil de puncheur-grimpeur, Simon, une fois professionnel, est classé dans les puncheurs,, ou parmi les puncheurs-sprinteurs,. Adepte des courses vallonnées, il affectionne les courses ressemblant à la Flèche wallonne ou Liège-Bastogne-Liège,. Il apprécie également les courses par étapes d'une semaine. Un de ses directeurs sportifs dans l'équipe Saur-Sojasun, Lylian Lebreton, déclare que les classiques ardennaises que sont la Flèche wallonne ou Liège-Bastogne-Liège « peuvent très bien lui convenir. ». En raison de son profil de coureur, il se compare et est comparé à Pierrick Fédrigo. Sur des courses de moindre importance, Simon est particulièrement à l'aise sur les courses de sa région que sont le Grand Prix du Morbihan et le Tour du Finistère, dont l'arrivée est favorable à son profil et où il obtient des victoires et des podiums à plusieurs reprises. Au moment de le recruter, Jean-René Bernaudeau met en avant la capacité de Simon à s'imposer sur des courses, le qualifiant de « redoutable finisseur ». En plus de ce profil, Simon effectue sur d'autres types d'épreuves un rôle de coéquipier. Il s'occupe tout particulièrement de Nacer Bouhanni à partir de l'arrivée de celui-ci dans l'équipe Cofidis en 2015,,,.
Outre un tempérament réservé, Lylian Lebreton évoque de son côté un manque de confiance de son coureur, déclarant à ce sujet : « Il est vraiment bourré de talent et c’est peu dire. Mais il faut qu’il prenne confiance. ». Ce discours est confirmé par son directeur sportif chez Cofidis Alain Deloeuil : « C'est un excellent coureur, mais il faut le pousser. » et lie ce trait de caractère à un grand stress que subit son coureur. Nécessitant un soutien mental tout particulier de la part de son directeur sportif, Simon reconnaît avoir « souvent manqué de confiance »,. Plus généralement, son humilité et sa discrétion sont mises en avant, ainsi que sa capacité à se fondre dans un collectif,. Jean-Marc Bideau, qui a été son coéquipier, qualifie Simon de « gros bosseur » à l'entraînement, attentif à sa nutrition.
Installé à Lamballe, il s'entraîne dans la région. Il a en 2021 pour partenaires d'entraînements réguliers d'autres coureurs bretons tels que Alexis Renard, Thibault Guernalec, Élie Gesbert, Cyril Gautier ou Thibault Ferasse.

## Palmarès et classements mondiaux

### Palmarès
| - 2004 - Champion de Bretagne sur route espoirs - 2005 - 2e du Tour du Haut-Anjou - 3e du Loire-Atlantique Espoirs - 2007 - Champion d'Ille-et-Vilaine sur route - Circuit du Mené : - Classement général - 1re étape (contre-la-montre) - Classement général du Tour de la Dordogne - Grand Prix de Plouay amateurs - Tour de Rhuys - 2009 - 2e de la Route bretonne - 2e du Tour du Gévaudan - 3e de Manche-Atlantique - 2010 - 3e du Circuit de la Sarthe - 2011 - Prueba Villafranca de Ordizia - 2e du Grand Prix de Wallonie - 3e du Circuit de Lorraine - 9e du Grand Prix de Plouay - 2012 - 5e et 7e étapes du Tour de Catalogne - Tour du Finistère - Grand Prix de Plumelec-Morbihan - Grand Prix de Wallonie - 3e du Tour du Haut-Var - 3e de la Route Adélie de Vitré | - 2013 - 3e du Grand Prix de Plumelec-Morbihan - 2014 - Vainqueur de la Coupe de France - Grand Prix de Plumelec-Morbihan - 2e de la Route Adélie de Vitré - 2e du Tour du Finistère - 3e du Circuit de la Sarthe - 2015 - 2e du Grand Prix de Plumelec-Morbihan - 3e du Tour du Finistère - 2016 - 2e de la Classic Sud Ardèche - 2017 - 2e étape du Tour du Haut-Var - 2e du Tour du Haut-Var - 2e du Tour du Finistère - 3e de la Route Adélie de Vitré - 3e du Grand Prix de Wallonie - 2018 - Tour du Doubs - 2e du Grand Prix de Plumelec-Morbihan - 5e de la Classique de Saint-Sébastien - 2019 - Tour du Finistère - 2e du championnat de France sur route - 2022 - Vainqueur de la Coupe de France - Grand Prix du Morbihan - Tour du Finistère - 1re étape du Tour du Limousin-Périgord-Nouvelle-Aquitaine |  |

### Résultats sur les grands tours

#### Tour de France
8 participations
- 2012 : 92e
- 2013 : 87e
- 2014 : 109e
- 2015 : 94e
- 2017 : 117e
- 2018 : 101e
- 2019 : 108e
- 2021 : 129e

#### Tour d'Espagne
2 participations
- 2015 : 74e
- 2020 : 65e

### Classements mondiaux
Julien Simon apparaît pour la première fois dans un classement de l'UCI en 2007. Il s'agit du classement continental de l'Europe Tour où il est 1272e. Il obtient son meilleur classement continental en 2012 en étant 6e de l'Europe Tour. Il est également septième de ce classement en 2014.
| Année                  | 2007  | 2008 | 2009 | 2010 | 2011 | 2012 | 2013 | 2014 | 2015 | 2016 | 2017 | 2018 | 2019 | 2020 |
| ---------------------- | ----- | ---- | ---- | ---- | ---- | ---- | ---- | ---- | ---- | ---- | ---- | ---- | ---- | ---- |
| Classement ProTour     |       | nc   |      |      |      |      |      |      |      |      |      |      |      |      |
| Calendrier mondial UCI |       |      | nc   | nc   |      |      |      |      |      |      |      |      |      |      |
| Classement mondial UCI |       |      |      |      |      |      |      |      |      | 221e | 86e  | 138e | 168e | 380e |
| UCI Europe Tour        | 1272e |      | 113e | 81e  | 27e  | 6e   | 69e  | 7e   | 161e | 112e | 17e  | 114e | 139e | 312e |

## Hommage
À partir de 2015, le club de supporters de Julien Simon organise en lien avec le VC Plélan-le-Grand, le club où Julien Simon a débuté le sport cycliste, une compétition pour plusieurs catégories de jeunes appelée le « Challenge Julien Simon ». Il s'agit d'un ensemble de plusieurs courses se déroulant en Ille-et-Vilaine.